# ビーイング (ソフトウェア)
株式会社ビーイング（英: Being Co., Ltd.）は、三重県津市に本社を置く建築・土木工事積算ソフトウェアなどを開発販売する企業である。
なお音楽制作会社のビーイングや、リクルートの転職情報誌『B-ing』等とは何の関係もない。

## 主力製品・事業
- 土木工事積算システム
  - Gaia11
  - Gaia10
  - Gaia Cloud
- 建設業向けシステム
  - BeingProject-CCPM
  - BeingBid
  - BeingBudget
  - BeingCollaboration PM
  - 評点PLUS
  - plusCAD水道
  - plusCAD電気α
- 全業種向けシステム
  - BeingManagement-CCPM

## 主要事業所
- 本社 - 三重県津市桜橋1丁目312番地
- 営業所など
  - サポートセンター - 三重県津市羽所町388番地　津 三交ビルディング4F
  - 札幌営業所 - 北海道札幌市北区北9条西3丁目19番地1 ノルテプラザ3F
  - 盛岡営業所  - 岩手県盛岡市本宮4丁目2番1号2F
  - 東北営業所 - 宮城県仙台市宮城野区鉄砲町西１番地14　富士フイルム仙台ビル 7F
  - 長岡営業所 - 新潟県長岡市東坂之上町2丁目1番1号　ファース長岡ビル7F
  - 東京オフィス - 東京都新宿区西新宿7丁目2番4号　新宿喜楓ビル7F
  - 金沢営業所 - 石川県金沢市駅西本町1丁目14番29号　サン金沢ビル7F
  - 名古屋オフィス - 愛知県名古屋市中村区名駅3丁目21番7号　名古屋三交ビル4F
  - 三重営業所 - 三重県津市桜橋 1丁目312番地
  - 大阪オフィス - 大阪府大阪市浪速区難波中二丁目10番70号　パークスタワー18階
  - 岡山営業所 - 岡山県岡山市北区下石井1丁目1番1号　アーバンオフィスビル7F
  - 広島営業所 - 広島県広島市中区大手町2丁目11番2号　グランドビル大手町11F
  - 福岡オフィス - 福岡県福岡市中央区天神4丁目6番7号　天神クリスタルビル9F
  - 宮崎事務所 - 宮崎県宮崎市花殿町2-20 西條ビル105号室
  - 鹿児島営業所 -鹿児島県鹿児島市上之園町3-10　チェリーズナポリ1F
  - 沖縄事務所 - 沖縄県浦添市字前田636 ALLURE202号室

## 沿革
- 1984年 - イリイ三重株式会社設立。
- 1987年 - 商号を「株式会社ビーイング」に変更。
- 1994年 - 三重県津市桜橋に本社を移転
- 1996年 - 「ビーイングネット」の名称でインターネットサービスプロバイダ（ISP）事業に参入（後に「アレスネット」（Allesnet）に名称変更）。
- 1999年 - 株式を店頭登録（現在のJASDAQ）。
- 2005年 - 株式会社イージェーワークス（ピーシーデポコーポレーションの子会社）にISP事業の営業を譲渡
- 2008年 - 株式会社プラスバイプラスを子会社化
- 2011年
  - 代表取締役会長に津田能成　就任
  - 代表取締役社長に末広雅洋　就任(2019年1月辞任[1][2])
- 2013年 - ミャンマー ヤンゴン市に子会社Being(Myanmar) Co.,Ltd.を設立
- 2017年 - 長崎県五島市に子会社・株式会社ビーイングDCを設立
- 2019年
  - 東京都新宿区に子会社・株式会社ビーイングコンサルティングを設立
  - 代表取締役会長兼社長に津田能成 就任(元・代表が危険運転にて危険運転致死傷罪の容疑で逮捕)
  - 6月27日に代表取締役社長に津田誠 就任。津田能成会長兼社長は代表権のある会長に。
- 2021年
  - 3月30日 - マネジメント・バイアウトの一環として有限会社トゥルースが株式公開買付けを実施し、議決権所有割合ベースで88.17%の株式を取得。
  - 6月7日 - JASDAQ市場上場廃止。
  - 6月9日 - 株式併合により、株主が有限会社トゥルースのみとなる。

## 不祥事
2018年12月29日21時50分ごろ、当時同社代表であった末広雅洋が、法定速度を80km以上超過する時速146キロで自身の所有する乗用車を運転中にタクシーの側面に衝突する交通事故を起こした。この事故によって、タクシーの運転手と乗客3人の計4人が死亡した。